# Marco Vélez
Marco Vélez (* 26. Juni 1980 in Carolina) ist ein ehemaliger puerto-ricanischer Fußballspieler.

## Vereinskarriere
Vélez spielt zuerst in Puerto Rico im Jugendfußballbereich, ehe er zur Bolletieri (IMG) Soccer Academy wechselte, als er in der High School war. Anschließend blieb er in Florida und wechselte an die Barry University, wo er von 1999 bis 2001 in der Universitätsmannschaft spielte.
2003 wurde von den MetroStars aus New York City beim Major League Soccer SuperDraft gedraftet. Er entschied sich aber für ein Engagement bei den Seattle Sounders in der USL First Division, die damals noch A-League hieß. In der Saison 2003 spielte Vélez noch im Sturm, ehe er 2004 wieder eine Position in der Abwehr einnahm. In dieser Saison stand er auch im Finale mit seiner Mannschaft.
2005 wechselte er zurück nach Puerto Rico zum Puerto Rico Islanders FC, der ebenfalls in der USL1 spielte. Er wurde Kapitän der Mannschaft.
Seit der Saison 2008 spielt für den Toronto FC in der Major League Soccer und konnte sich dort als Stammspieler durchsetzen.

## Nationalmannschaft
Im Januar 2008 wurde in die Fußballnationalmannschaft von Puerto Rico berufen und wurde von Trainer Colin Clarke als Kapitän eingesetzt.
| Personendaten    | Personendaten                     |
| ---------------- | --------------------------------- |
| NAME             | Vélez, Marco                      |
| KURZBESCHREIBUNG | puerto-ricanischer Fußballspieler |
| GEBURTSDATUM     | 26. Juni 1980                     |
| GEBURTSORT       | Carolina                          |